# علاءالدین زرین‌پور
علاءالدین زرین‌پور امیری سیاست‌مدار ایرانی بود، که در دوره بیست و سوم مجلس شورای ملی بعنوان نماینده آمل در مجلس شورای ملی حضور داشت. وی مدیرکل کانون ناسیونالیست ایران و مدیرکل دفتر امور بین‌المللی و معاملات خارجی بود.